# Twój Market
Twój Market – polska sieć sklepów spożywczo-przemysłowych, posiadająca ponad 50 placówek na terenie województwa wielkopolskiego, kujawsko-pomorskiego i województwa łódzkiego. Siedziba firmy wraz z otwartym w 2014 Centrum logistyczno-produkcyjnym mieści się w Nieświastowie (gmina Kazimierz Biskupi, województwo wielkopolskie). Operatorem sieci jest przedsiębiorstwo „Hurt-Detal Artykuły Spożywczo-Przemysłowe”, którego jedynym właścicielem jest Karol Białecki.

## Historia
Firma powstała w 1991 roku jako sklep mięsny, zlokalizowany nieopodal domu właściciela. W ciągu pięciu lat powstały 3 kolejne sklepy. Przełomowym momentem w historii firmy okazało się otwarcie pierwszego sklepu samoobsługowego. Z czasem zaczęły powstawać nowe sklepy w tym właśnie formacie, a stare doczekały się przemiany. Firma występuje pod nazwą Twój Market od 2004 roku. W marcu 2012 nastąpiło przejęcie sieci sklepów spożywczych VIKI z Gniezna. Po 29 latach od otwarcia pierwszego sklepu w Budzisławiu Kościelnym, w skład marki wchodzi 50 sklepów, 2 zakłady produkcyjne oraz centrum logistyczne z magazynem o powierzchni 5 tys. mkw., w których zatrudnionych jest ok. 1400 osób.
Od stycznia 2020 roku firma dołączyła do Polskiej Grupy Detalistów zrzeszającej sieci handlowe współpracujące w celu optymalizacji procesów zakupowych.

## Produkcja i pozostała działalność
Firma posiada 2 zakłady produkcyjne, których wyroby oferuje w swoich sklepach. W 1999 roku Karol Białecki stał się właścicielem piekarni zlokalizowanej w Kleczewie, natomiast w 2017 roku przy centrum logistycznym powstał zakład produkujący wyroby wędliniarskie oraz garmażeryjne.
Firma posiada własny tabor samochodowy, realizujący dostawy towarów do sklepów, oraz dział inwestycji wznoszący samodzielnie nowe obiekty. W 2020 roku przy sklepie w Mogilnie firma zrealizowała inwestycję mieszkaniową składającą się z 23 mieszkań. Kolejna inwestycja mieszkaniowa prowadzona jest przy sklepie w Kleczewie. W zakres działalności wchodzi także wynajem nieruchomości.

## Współpraca z polskimi dostawcami
Część artykułów z oferty sklepów Twój Market dostarczają polscy producenci, rolnicy, hodowcy i sadownicy. Sieć oferuje również produkty sprzedawane pod własną marką: Twoja Wędzarnia, Twoja Piekarnia, Twoja Kuchnia oraz Browar Kleczewski – Kopalnia Piwa.